# Anatoli Wladimirowitsch Kaminski

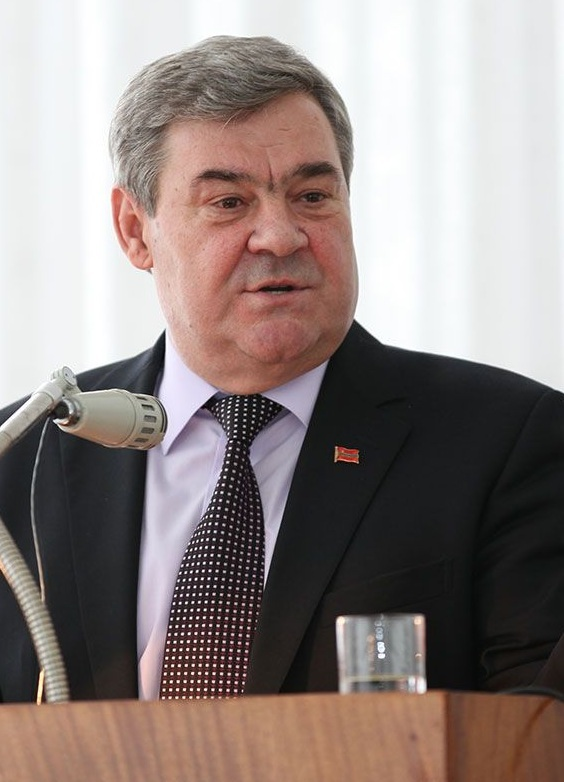
Anatoli Wladimirowitsch Kaminski, 2011

Anatoli Wladimirowitsch Kaminski (russisch Анатолий Владимирович Каминский, ukrainisch Анатолій Володимирович Камінський; * 15. März 1950 in Balei, Sowjetunion) ist ein transnistrischer Politiker.

## Leben und Karriere
Anatoli Kaminski wurde 1950 in Balei im Osten der Sowjetunion geboren. 1957 kam er in die Moldauische SSR. Er studierte Ingenieurwissenschaften in Odessa. Nach dem Abschluss seines Studiums leitete er unter anderem eine Käserei in Leowo und ein Molkereikombinat in Rybniza.
Als 1990 die Transnistrische Moldauische Sozialistische Sowjetrepublik ausgerufen wurde, gehörte Kaminski sofort zu den Unterstützern der Loslösung Transnistriens von Moldawien. Nach der De-facto-Unabhängigkeit Transnistriens betätigte er sich in der Lokalpolitik und saß im Stadtrat von Rybniza, im Jahr 2000 wurde er als Abgeordneter ins transnistrische Parlament gewählt.
Im Juni 2009 wurde Kaminski Sprecher des transnistrischen Parlaments.
Bei den transnistrischen Präsidentschaftswahlen 2011 trat er als Kandidat der Partei Erneuerung an. Im ersten Wahlgang landete er mit 26,3 % der Stimmen auf dem zweiten Platz, vor dem langjährigen Amtsinhaber Igor Smirnow. Es kam zur Stichwahl zwischen Kaminski und Jewgeni Schewtschuk. Obwohl Kaminski dabei von Russland unterstützt wurde, unterlag er mit 19,88 % in der Stichwahl deutlich.
Im Juni 2012 legte er sein Amt als Parlamentssprecher nieder. Mikhail Burla von der Oppositionspartei Renewal wurde sein Nachfolger. Kaminski ist weiterhin Mitglied des transnistrischen Parlaments.